# 南开五虎
南开五虎是南开中学篮球队中的五位主力队员的绰号，他们在20世纪为天津市南开中学争得许多荣誉。为了纪念他们，南开大学的校园中，有一条路被命名为“五虎路”，南开中学每年亦有命名为“五虎盃”的传统篮球赛事。

## 简介
南开五虎包括唐宝堃、王锡良、李国琛、魏蓬云和刘建常。
以“南开五虎”为主力的南开中学篮球队于1925年组建，在1929年4月获华北联赛冠军，受上海的南开校友会邀请，同年6月前往上海与当年华东联赛的冠军队沪江大学队比赛，以四分的微弱优势险胜；第二场与当时在上海的外国人联队“西青队”比赛，以36比24大胜；第三场与美国海军陆战队的“匹兹堡”队比赛，又以35比20大胜。
当时几次蝉联远东运动会冠军的菲律宾圣托马斯大学队访问日本，得胜回国，路过上海时慕名要求与五虎比赛，结果以33比37败北。当时全场观众爆满，几乎全部激动地冲进球场，将五虎高高抬起。
五虎回津路过青岛，又大胜在青岛的日本中学队。1930年南开中学篮球队在天津的万国篮球赛中获冠军，在第四届全国运动会中获冠军。
五虎毕业后，只有唐宝堃（1910年-1989年）还继续从事篮球事业，在当时的南京国立体育专科学校作体育教员。1951年受聘为中国八一男蓝主教练，多次率队以中国国家队的名义出国比赛，1989年病逝。1999年被评为“中国篮球50杰”之一。
王锡良（1908年-1989年）毕业于辅仁大学经济系，在河北省井陉煤矿工作，后调入华北煤管局，和单位一起转成河北省煤炭工业厅。文化大革命时，河北省与天津市分制，当时他已被下放到汉沽农场劳动，没有和煤炭厅一起迁走，1976年唐山大地震被波及受伤，文革后虽然被平反、落实政策，已经退休，1989年在天津病逝。
五虎的教练董守义先生（1895年-1978年），在1941年被国际奥林匹克委员会选为执委会委员，1955年被选为全国体育总会副主席，1961年被任命为国家体委运动司副司长，被选为武术协会主席，1978年病逝，享年83岁。
2012年南开上海校友组成的南开上海篮球队为了更好地继承“南开五虎”的精神，特将队标设计成以南开校色紫色为主色调，以虎为主体的标志 。